# Wangjing SOHO
Wangjing SOHO (en chino: 望京SOHO) es un complejo de tres rascacielos curvos situado en Wangjing, Pekín, China, entre el centro de la ciudad y el Aeropuerto Internacional de Pekín-Capital. Según Zaha Hadid, la arquitecta del proyecto, es una «bienvenida y despedida a Pekín». Las torres contienen oficinas y espacio comercial. El diseño original contemplaba solo dos torres, pero debido a limitaciones de altura se rediseñó con tres torres de menor altura. Una de las más de diez propiedades promovidas por SOHO China, el complejo fue inaugurado oficialmente el 20 de septiembre de 2014.

## Diseño
El complejo fue diseñado por la arquitecta iraquí Zaha Hadid. Según The Telegraph, las paredes curvas de las torres evocan «abanicos chinos en movimiento», mientras que Der Spiegel afirma que este complejo de tres torres «parece velas curvas que nadan por la superficie de la tierra cuando se ve desde el aire». Architecture News Daily lo describe como «tres torres curvas cuya fachada  metálica y resluciente unifica el complejo al hacer que parezca que cada volumen baila alrededor de los otros.» Pan Shiyi, Presidente del Consejo de Administración de SOHO China, dijo en una entrevista que el diseño de Wangjing SOHO pretendía evocar la imagen del pez koi, un símbolo tradicional chino de la riqueza, la suerte, la salud y la felicidad.
Los paneles de doble curvatura exigidos por el diseño se usaron como modelos en un programa de software que usa el lenguaje de programación Visual Basic sobre un entorno Rhino y podía generar paneles planos y de curvatura simple basándose en el análisis de la curvatura local de los paneles de doble curvatura que contemplaba el diseño. Se usó este método de generación informática de paneles para racionalizar el uso de los paneles de chapa y para cumplir con exigencias más altas en términos de costes y complejidad de fabricación.

## Imitación del diseño
Según la revista alemana Der Spiegel, el diseño de Wangjing SOHO ha sido plagiado por el Meiquan 22nd Century Building (en chino: 美全22世纪), situado en la ciudad china de Chongqing. Satoshi Ohashi de Zaha Hadid Architects mencionó que el proyecto de Chongqing pudo haber obtenido detalles del proyecto de SOHO en formato digital. Se esperaba que el complejo de Meiquan se completara antes que el Wangjing SOHO y su progreso ha presionado a Hadid para acelerar la finalización de su proyecto antes de que se completen las torres de Chongqing. Ohashi también afirmó que Zaha Hadid Architects había tomado medidas legales contra Chongqing Meiquan Properties Ltd.
Yet You Yunting, un abogado de Shanghái especializado en casos de propiedad intelectual y fundador de un periódico digital sobre las leyes de propiedad intelectual chinas, ha encontrado grandes similitudes entre los dos proyectos y ha afirmado que Zaha Hadid Architects podía presentar una demanda contra la otra empresa por violación de la propiedad intelectual. También mencionó que «aunque el juez dé la razón a SOHO, no obligará a que el acusado derribe el edificio, pero podría ordenar el pago de una compensación.»
El 14 de mayo de 2012, las empresas que construyeron los dos proyectos, SOHO China y Chongqing Meiquan, celebraron una conferencia de prensa en la que el representante de Chongqing Meiquan afirmó que la inspiración detrás del diseño del Meiquan 22nd Century eran «los adoquines de la orilla del río Yangtsé sobre la que se construyó Chongqing». Pan Shiyi, el representante de Wanjing SOHO, respondió declarando que el diseño de Wanjing SOHO pretendía evocar el pez koi y manifestó su intención de presentar una demanda, diciendo que en China se tenía que proteger la propiedad intelectual. Durante la conferencia de prensa, estuvo presente la Comisión de Propiedad Intelectual de China y publicó un informe al final del evento. El promotor del proyecto de Chongqing Meiquan escribió posteriormente en el blog de la empresa: “nunca hemos querido copiar, solo superar.”
El arquitecto holandés Rem Koolhaas dijo a Der Spiegel que el rápido crecimiento de las ciudades chinas ha provocado que parezca que los arquitectos «copian y pegan» elementos arquitectónicos de otros diseños para crear así nuevos diseños compuestos. Koolhaas llama a estos arquitectos «diseñadores de Photoshop» y afirma que «Photoshop nos permite hacer collages de fotografías, y esta es la esencia de la producción arquitectónica y urbana de China… Actualmente, el diseño es tan fácil como el Photoshop, incluso a la escala de una ciudad.» La reacción de Zaha Hadid fue más filosófica; dijo que sería «emocionante» si los diseños copiados vinieran en el futuro con «cambios innovadores en el diseño.»